# Ramón Rossell
Ramón Rossell Mas (ur. 24 czerwca 1971 w Andorra la Vella) – andorski narciarz alpejski, olimpijczyk. Brał udział w igrzyskach w roku 1992 (Albertville) i 1994 (Lillehammer). Nie zdobył żadnych medali.

## Zimowe Igrzyska Olimpijskie 1992 w Albertville
| Konkurencja   | I zjazd | I zjazd | II zjazd | II zjazd | Klas. końcowa | Klas. końcowa |
| Konkurencja   | Czas    | Miejsce | Czas     | Miejsce  | Punkty        | Miejsce       |
| ------------- | ------- | ------- | -------- | -------- | ------------- | ------------- |
| Slalom gigant | 1:12,28 | 48.     | AC       | DNF      | AC            | DNF           |
| Slalom        | AC      | DNF     | -        | -        | AC            | DNF           |
| Supergigant   |         |         |          |          | 1:19,10       | 47            |

## Zimowe Igrzyska Olimpijskie 1994 w Lillehammer
| Konkurencja | I zjazd | I zjazd | II zjazd | II zjazd | Klas. końcowa | Klas. końcowa |
| Konkurencja | Czas    | Miejsce | Czas     | Miejsce  | Punkty        | Miejsce       |
| ----------- | ------- | ------- | -------- | -------- | ------------- | ------------- |
| Supergigant |         |         |          |          | 1:40,25       | 46.           |